# Alan Pelhon
Alain Péglion (Coarasa, 13 de maig de 1946 - ib., 3 de juny de 1994), conegut artísticament com a Alan Pelhon, va ser un poeta i cantautor occità. Participà en el moviment de la Nova Cançó occitana.

## Biografia
El va criar la seva àvia Sandrine, amb la qual va aprendre a parlar niçard. Va deixar l'escola primària de Coarasa el 1955 i va ingressar al col·legi Risso. Després de la universitat va continuar els seus estudis a l'École Normale de Niça.
Va fer el servei militar com a voluntari i va viure durant aquest període a Madagascar.
L'any 1968, a les " Trobades poètiques de la Provença ", va conèixer Paul Mari que el va introduir en la poesia niçarda.
El 1970 va conèixer al cantant Mauris Sgaravizzi, el qual va posar música als seus poemes i els va cantar. Van participar en la creació del Centre Cultural Occità del País Nissart que va obrir les portes l'1 de juliol de 1971.
Va morir el 3 de juny de 1994 víctima d'un tumor cerebral. Va ser enterrat a Coarasa.
Una escola de Niça porta el seu nom.

## Discografia
- 1978 - Brami (Ventadorn)

## Obra escrita
- Canti per tu, Centre Niçois d’Études Occitanes - Païs Niçart Terra d’Oc, col·lectió « Esper », Niça, 1973.
- Jorns sensa testa, Centre Niçois d’Études Occitanes - « L’Estrassa » col·lectió bilingüe « Esper », Niça, 1976.
- Poesia d’aqui, Lo Cepon Vence,1981.
- Toponymie de Coaraze et de sa commune, « Mémoire de Mestre Sobran de Lenga d’oc sous la direction de Monsieur Paul Castela », Facultat de Lletres i de Ciències Humanes, Niça, 1986.
- Coma una musica, Z’éditions, Niça, 1989.
- L’enfant du Paillon, Alain Derez, Alain Pelhon, Jean Princivalle, L’Amourier, Coarasa, 1995.
- Vi devi parlar, La Dralha, Niça, 2004.